# Бендер (Футурама)
Бе́ндер, полное имя Бе́ндер Бе́ндинг (Сгиба́ющий) Родри́гес (англ. Bender Bending Rodriguez — дословно «Сгибальщик Сгибающий Родригес», модель — Сгибающий модуль 22 серийный номер 2716057) — герой мультсериала «Футурама», робот-сгибальщик.
Бендер — комический антигерой, сквернослов, алкоголик, заядлый курильщик сигар, почитатель порнографии для роботов (в виде электрических схем), завсегдатай борделей для роботов, клептоман, повар (его еда в большинстве случаев по меньшей мере несъедобна, часто опасна для жизни). В критической ситуации зачастую единственный, кто впадает в панику. В серии Benderama он был полным лентяем. Обычно Бендер ведёт себя как законченный эгоист, циник, мизантроп, однако изредка в нём просыпается сочувствие (например, к черепахе в эпизоде «Crimes of the Hot») и дружеская привязанность к Фраю. В некоторых эпизодах Футурамы Бендер является главным действующим лицом.
Уже в первом эпизоде мультсериала Бендер нарушает все три закона робототехники — смотрит, как избивают человека, отказывается ему помогать и пытается покончить с собой.

## Биография
Бендер был построен в 2996 году на заводе Fabrica Robótica De La Madre (исп. «Мамина робофабрика»), производственном предприятии в Тихуане, Мексика. Однако история его создания остается загадкой. Зрителям показали, только как Бендер выходит из машины, которая его создала, в то время как то, что произошло внутри машины, оставалось тайной. По одной из версий, предложенных воспоминаниями Гермеса, а также с помощью процесса, обратного старению, показанному в эпизоде «Teenage Mutant Leela's Hurdles», новорожденный Бендер имел тело ребёнка. В «Bendless Love», однако, Бендер изображен с нормальным взрослым телом. В 6 серии 6 сезона показано как Гермес под псевдонимом инспектор 5 пропускает брак Бендера, а брак в том что у Бендера нет резервной копии.
В отличие от большинства других роботов, Бендер смертен и, по расчетам профессора Фарнсворта, может прожить менее миллиарда лет. Из-за ошибки в производстве, оставившей Бендера без резервного блока, память Бендера не может быть передана или загружена в тело другого робота. После сообщения о дефекте, Бендер едва избегает смерти от управляемой ракеты и фабрика отправляет робота-убийцу, чтобы снять неисправный продукт с рынка.
На заводе Бендер был запрограммирован для холодного сгибания стальных конструкций. Позже Бендер учился в Университете Сгибания, где он специализировался на изгибе и изучении роботов-американцев. В университете он был членом «Эпсилон Ро Ро» (ERR), клуба роботов, где стал чем-то вроде легенды за свои многочисленные проделки.
До встречи с Фраем и Лилой и вступления в «Межпланетный Экспресс» (где в настоящее время он работает в качестве помощника менеджера по продажам) Бендер работал на заводе по обработке металла, сгибая стальные балки для строительства будок самоубийств.
На протяжении всех серий, он входит во многие романтические отношения различной продолжительности, и обычно друзья называют его бабником. Он, похоже, не проводит дискриминации между людьми и их роботами или коллегами из «ФЭМ-бота» и активно преследует всех.
Бендер ненавидит магниты и имеет почти патологический страх электрических консервооткрывателей, так как магниты вызывают у него неконтролируемое желание петь народные песни, когда находятся рядом с головой (они просто «сбивают его тормоза»).
Бендер работает на процессоре MOS Technology 6502. Об этом свидетельствует серия «Fry and the Slurm Factory».